# Conde del establo
Conde del establo es un antiguo empleo que equivaldría al posterior caballerizo mayor. 
Estaba encargado de las caballerizas del rey de Francia, remontándolas y dirigiendo la enseñanza de los caballos que se compraban para el monarca y su servidumbre. Corrompido el nombre, se convirtió este título en el de condestable. 